# Muslihudin Čekrekčija-moskén
Muslihudin Čekrekčija-moskén är den näst äldsta kupolformade moskén i Sarajevo. Den byggdes 1526, i stadsdelen Baščaršija, vid foten av berget Kovač. Stadsdelen är känd för att ha varit Sarajevos gamla handelscentrum. I ett dokument om moskéns grundare får vi veta att Hajji Mustafa, Ishaks son, är känd för folket som Muslihudin Čekrekčija, moskéns byggherre. Detta är också det äldsta kända originaldokumentet skrivet i Sarajevo. Det hittades i arvet efter Muhamed Enver ef. Kadić. I dokumentet står det i samband med inrättandet och byggandet av moskén, i engelsk översättning av Mehmed Handžić:
"... When a man dies, his work is cut off, apart from trifling: the science that is used, the valued child that brings him and the permanent herbs". 
Sedan 2004 har moskén varit under skydd av Kommissionen för bevarande av nationella monument i Bosnien och Hercegovina. Kommissionen fattade beslut om detta vid den session som hölls den 2 till 8 november 2004, med följande sammansättning: Zeynep Ahunbay, Amra Hadžimuhamedović (ordförande), Dubravko Lovrenović), Ljiljana Ševo och Tina Wik, förklarade moskén för nationalmonument i Bosnien och Hercegovina.